# بيدرو إغناثيو ريفيرا
بيدرو إغناثيو ريفيرا (بالإسبانية: Pedro Ignacio Rivera)‏ هو محامي وسياسي بوليفي وأرجنتيني، ولد في 1759 في بوليفيا، وتوفي في 17 فبراير 1833 في بوينس آيرس في الأرجنتين.